# Televisão Independente
TVI, siglas de Televisão Independente (en español, Televisión Independiente) es un canal de televisión de Portugal. Comenzó sus emisiones el 20 de febrero de 1993 como cuarta cadena y segundo canal privado presente en el país, y fue la televisión más vista de Portugal entre 2005 y 2019.
A lo largo de su historia ha contado con varios propietarios y actualmente pertenece a Media Capital, un conglomerado en Portugal que también posee V+ (que reemplaza a TVI Ficção), TVI Reality, TVI Internacional y CNN Portugal (que reemplaza a TVI24).

## Historia
Con la liberalización de los medios de comunicación en Portugal, los medios de comunicación de la Iglesia católica pujaron por conseguir una concesión de televisión privada. Dicho grupo estaba formado por instituciones como Rádio Renascença o Universidad Católica Portuguesa, y contaba con accionistas independientes como RTL Group y Antena 3. 
El 20 de febrero de 1993 comenzaron las emisiones de Televisão Independente, que entonces se promocionó como 4. La programación en sus primeros años estaba fuertemente influenciada por la Iglesia católica, y el canal asumió el papel de televisión alternativa a SIC y Canal1, con una oferta generalista. A finales de los años 1990 programó espacios para todos los públicos como series estadounidenses, películas y formatos importados de Antena 3, como O Jogo do Ganso. Pero ésta oferta no le sirvió para mejorar sus datos de audiencia, y la emisora entró en pérdidas.
En 1999 la Iglesia pone a la venta su participación en el canal, que fue comprada por el grupo de radios privadas Media Capital. Por otra parte, RTL Group se quedó con la otra mitad de las acciones. El nuevo propietario cambió la imagen de TVI y modificó la parrilla con más programas de producción propia y telenovelas. El éxito del espacio de telerrealidad Gran Hermano le sirvió para consolidarse entre los espectadores portugueses, y en 2004 TVI se convirtió en el primer canal de televisión en audiencias de su país, condición que mantuvo en 2010. En 2007, el Grupo Prisa se hizo con la mayoría accionarial de Media Capital, y adquirió todas las participaciones de RTL en TVI.
Actualmente, la programación de TVI cuenta con producción propia, concursos y telenovelas de producción propia. Uno de sus programas más populares fue la serie Morangos com Açúcar, emitida desde 2003 hasta 2012 y con mucho éxito entre el público juvenil portugués.
Uno de los últimos logros de este canal de televisión, es la exportación por primera vez de una teleserie a un país de habla hispana en América Latina. Se trata del reciente éxito de audiencia La Única Mujer (en portugués: A Única Mulher) que comenzó a ser Exhibido por el Canal 13 de Chile.
En el día en que celebraron sus 24 años de trayectoria, al final del especial PARABÉNS, TVI! (¡Felicidades, TVI!), el último, bajo el logotipo implementado en septiembre de 2000, cambió de imagen, antes de la emisión del Jornal das 8 (Telediario de las 20), destacando el texto tvi, con cortes en las bases de las letras, con los colores del logotipo anterior.

## Programación actual

### Nacional
Telenovelas en emisión
- Amar Demais (Amar Demasiado) - desde 2020
- Bem me Quer (Bien me Quiere) - desde 2020
- Doce Tentação (Dulce Tentación) - vuelto a mostrar desde 2020
- A Única Mulher (La Única Mujer) - vuelto a mostrar desde 2021
- Mulheres (Mujeres) - vuelto a mostrar desde 2021

Informativos
- Esta Manhã - Informativo matinal (desde 2021)
- Diário da Manhã - Informativo matinal (desde 2003)
- Jornal da Uma - Informativo de la tarde (desde 2003)
- Jornal das 8 - Informativo de la noche (desde 2011)

Talent shows
- All Together Now (Portugal) - desde 2021
- Cabelo Pantene: O Sonho 3 - desde 2021

Reality shows
- Big Brother - Duplo Impacto (finalizado)

Talk shows
- Somos Portugal - desde 2011
- Conta-me (Dime) - desde 2020
- Em Família  (En Familia) - desde 2020
- Dois às 10 (Dos a las 10) - desde 2021
- Goucha - desde 2021
- Cristina ComVida - desde 2021

### Internacional
Series en emisión
- Hawaii Five-0

## Programación anterior

### Nacional
Talent shows
- Canta por Mim (Canta para Mi) - 1 edición - 2006
- Uma Canção para Ti (Una Canción para Ti) - 4 ediciones - 2008-2011
- A Tua Cara Não Me é Estranha (Tu Cara Me Suena) - 6 ediciones + 4 especial - 2012-2019
- A Tua Cara Não Me é Estranha: Duetos (Tu Cara Me Suena: Duetos) - 1 edición - 2012
- Dança Com as Estrelas (Baila con Estrellas) - 5 ediciones - 2013-2020
- A Tua Cara Não Me É Estranha: Kids (Tu Cara Me Suena: Kids) - 1 edición - 2014
- Rising Star: A Próxima Estrela - 1 edición - 2014
- Cabelo Pantene: O Sonho - 3 ediciones - desde 2019

Reality shows
- Big Brother (Gran Hermano) - 6 ediciones + Famosos (3) + Duplo Impacto (1) - desde 2000
- Secret Story: A Casa dos Segredos (Secret Story: La Casa de los Secretos) - 7 ediciones + Desafío Final (4) + Luta pelo Poder (1) + O Reencontro (1) - 2010-2018
- A Quinta (La Hacienda) - 1 edición + O Desafio (1) - 2015-2016
- Love on Top - 10 ediciones - 2016-2019

Talk shows
- As Manhãs da TVI (Las Mañanas de TVI) - 2002
- Olá Portugal (Hola Portugal) - 2002-2004
- Você na TV! (Tu en la Tele) - 2004-2020
- As Tardes da Júlia (Las Tardes de Júlia) - 2007-2010
- A Tarde é Sua (La Tarde es Tuya) - 2010-2020

## Organización

### Dirección
Dirección de contenidos
- José Eduardo Moniz - Director-General
- Hugo Andrade - Director-General Adjunto
- Cristina Ferreira - Directora de Contenidos de Entretenimiento y Ficción
- Helena Forjaz - Directora de Comunicación y Productos
- Frederico Teves - Director de Operaciones y Medios
- Filipe Terruta - Director Creativo y de Innovación
- Ricardo Tomé - Director de Contenidos Digitales
- Margarida Vitória Pereira - Directora de Ventas, Compras y Planificación
- Carlos Barata - Director de Antena y Research
- João Moreira - Director de Marketing
- João Fernando Ramos - Director Regional TVI Norte

Director de información
- Nuno Santos - Director-General de Información
- Lurdes Baeta - Directora-Adjunta de Información
- Pedro Mourinho - Director-Adjunto de Información
- Joaquim Sousa Martins - Director-Adjunto de Información
- Pedro Benevides - Director-Adjunto de Información

### Media Capital
Actualmente, TVI pertenece al grupo de comunicación Media Capital, que abarca radios, televisiones, periódicos y sitios de internet. Su presidente es Manuel Alves Monteiro. El principal accionista (64,47%) es el medio de comunicación español Prisa, seguido del empresario portugués Mário Ferreira, que posee el 30,22%.

### Presentadores
- Manuel Luís Goucha (1993 / 2002-presente)
- Iva Domingues (2000-presente)
- Mónica Jardim (2000-presente)
- Teresa Guilherme (2000-2003 / 2011-2018 / 2020-presente)
- Cristina Ferreira (2002-2018 / 2020-presente)
- Leonor Poeiras (2004-presente)
- Marisa Cruz (2004-presente)
- Fátima Lopes (2010-2021)
- Rita Pereira (2011-presente)
- Nuno Eiró (2011-2016 / 2021-presente)
- Marta Cardoso (2011-2020)
- Isabel Silva (2011-presente)
- Manuel Melo (2012-presente)
- Olívia Ortiz (2013-presente)
- João Montez (2014-presente)
- Marta Andrino (2014-presente)
- Gustavo Santos (2014-presente)
- Pedro Teixeira (2014-presente)
- Bruno Cabrerizo (2016-presente)
- Ruben Rua (2016-presente)
- Maria Cerqueira Gomes (2019-presente)
- Claudio Ramos (2020-presente)
- Maria Botelho Moniz (2020-presente)

## Canales temáticos
TVI mantiene una red de canales temáticos disponibles en los principales operadores de cable y satélite.
En la actualidad gestiona los siguientes canales:
| Canal | Lanzamiento                      |
| --- | -------------------------------- |
| CNN Portugal Canal dedicado exclusivamente a la información continua. Reemplazó a TVI 24                      | 22 de noviembre de 2021 (3 años) |
| TVI Ficção Canal dedicado a la ficción nacional con series y telenovelas.                                     | 15 de octubre de 2012 (12 años)  |
| TVI Reality Canal enteramente dedicado a los reality shows.                                                   | 3 de octubre de 2015 (9 años)    |
| TVI Internacional Canal destinado a las comunidades de portugueses por el mundo.                              | 30 de mayo de 2010 (15 años)     |
| V+ Canal dedicado a entretenimiento, informaciones, deportes, series producidas por TVI y series extranjeras. | 9 de agosto de 2024 (1 años)     |

### Extintos
- +TVI: canal exclusivo en NOS dedicado a programas de entretenimiento de TVI.
- TVI África: canal generalista dirigido a Angola y Mozambique.
- TVI 24: canal de noticias. Fue reemplazado por CNN Portugal.

## Audiencias
|      | Enero  | Febrero | Marzo  | Abril  | Mayo   | Junio  | Julio  | Agosto | Septiembre | Octubre | Noviembre | Diciembre | Media Anual |
| ---- | ------ | ------- | ------ | ------ | ------ | ------ | ------ | ------ | ---------- | ------- | --------- | --------- | ----------- |
| 2015 | 23,0 % | 23,0 %  | 23,3%  | 24,0 % | 23,7%  | 22,3%  | 21,5%  | 20,9%  | 21,6%      | 22,4%   | 21,8%     | 22,5%     | 22,5%       |
| 2016 | 22,4%  | 22,5%   | 22,4%  | 22,3%  | 22,6%  | 20,7%  | 20%    | 20,1 % | 21,4 %     | 21 %    | 20,5 %    | 20,9 %    | 21,5 %      |
| 2017 | 22,2 % | 21,1 %  | 21,8 % | 21,5 % | 20,4 % | 21,9 % | 20,5 % | 18,9 % | 20,5 %     | 20,4 %  | 21,5 %    | 21,5 %    | 21,0 %      |
| 2018 | 21,2 % | 21,1 %  | 21,0 % | 20,6 % |        |        |        |        |            |         |           |           |             |

Leyenda :
Fondo verde : Mejor resultado histórico.
Fondo rojo : Peor resultado histórico.